# Hartmut von Altrock
Hartmut von Altrock (geboren am 14. Mai 1931 in Breslau als Hartmut Friedrich Konstantin von Altrock; gestorben am 30. September 2014 in Olloix, Auvergne, Frankreich) war ein deutscher Maler und Grafiker.

## Leben
Hartmut von Altrock wurde 1931 als ältestes von vier Kindern des Reichsbahnrates  Theodor von Altrock und seiner Ehefrau Ilse, geb. Meyer-Lüerssen, geboren. 1945 absolvierte er zunächst eine Tischlerlehre, holte 1948 das Abitur nach und nahm ein Architekturstudium an der Technischen Universität Berlin auf, das es 1958 als Dipl.-Ing. Architekt abschloss.
Autodidaktisch eignete er sich die künstlerischen Techniken des Aktzeichnen, der Ölmalerei sowie verschiedener Drucktechniken (Kupferstich, Aquatinta und Serigrafie) an. Zunächst ist er in den folgenden Jahren noch als Architekt tätig, bis er sich schließlich hauptberuflich als bildender Künstler arbeitete. Hartmut von Altrock lebte und arbeitete in Berlin, bis er 1976 mit seiner Frau Katia S. Golo und seinem Sohn Klemens nach Olloix übersiedelt, wo er 2006 die französische Staatsbürgerschaft annahm.

## Werk
In Altrocks künstlerischem Werk stechen einerseits die druckgrafischen Zyklen „Wir“ (Aquatinta 1965–1969), „Kleinfigurige Sachverhalte“ (Aquatinta)  und „Ein Glückskandidat“ (Serigrafie 1970–1978), und „Gewisse Gewohnheiten“ (Kupferstich 1973) vor. Wiederkehrende Themen und Motive, insbesondere in den Zyklen „Wir“ und „Ein Glückscandidat“, sind Berliner Interieurs, das Berliner Stadtbild, das Leben der „kleinen“ und der „besseren“ Leute. Im Zyklus „Kleinfigurige Sachverhalte“ verarbeitet Altrock ein mehrjähriges gerichtliches Verfahren, in dem um Kunstfreiheit und Persönlichkeitsrechte gestritten wurde.
Neben dem druckgrafischen Werk schafft er eine Vielzahl großformatiger Ölgemälde, die in den Berliner Jahren vornehmlich Motive des Stadtbildes, aber auch Porträts und Interieurs wiedergeben. In Frankreich wendet Altrock sich Motiven der Natur zu, großen Landschafts- und Blumenbildern.
Altrock hatte über die Jahrzehnte seiner künstlerischen Tätigkeit eine Vielzahl von Einzelausstellungen, national und international, unter anderem in der Wandelhalle Bad Zwischenahn, der Grafischen Sammlung der Kunsthalle Kiel, in der Galerie Gurlitt in München, Hamburg, in der Galerie Rudolf Springer in Berlin, Köln, Landesmuseum Bonn, im Salon der Hundert in Tübingen sowie in Clermont-Ferrand und im Goethe House und den Bennett Galleries in New York. Seine letzte Ausstellung mit dem Titel „Que diriez-vous d’un petit thé?“ (Was hielten Sie von einem kleinen Tee?) fand 2010 im Rahmen des französisch-russischen Jahres im Nonkonformistischen Museum im Kunstzentrum Puschkinskaja 10 in St. Petersburg statt. Die Sankt Petersburger Künstlervereinigung ernannte ihn zum Mitglied auf Lebenszeit.
Ein Werkverzeichnis in vier Bänden ist im Centre Pompidou Paris sowie im Kupferstichkabinett Berlin einzusehen.